# アンソロジー
アンソロジー（英: anthology、仏: anthologie）は、異なる作者による作品を集めたもの、または、同一作家による作品集。詩撰、歌撰、詞華集。詩以外を扱う場合は選集。

## 概要
通例、特定のジャンル（文学分野）から複数の作品をひとつの作品集としてまとめたものを指す。多くの場合、主題や時代など特定の基準に沿ったものが複数の作家の作品から集められる。俳句・短歌・詩を集めた句集や歌集・詩集のみならず、小説や漫画などの同人による作品を収めた同人誌（合同誌）、更には卒業文集もアンソロジーである。また、同一著者個人の作品集を指す場合にも用いられる。
より広義には、映画や歌曲、絵画など文学以外の芸術作品のでも、一つの作品集としてまとめられアンソロジーと呼ばれることがある。そのため発表形態は書籍とは限らない。ただし、音楽作品をレコードやCDにまとめた場合は「コンピレーション」と表現されることが多くなっている。

## 語源
英語の anthology で、古典ギリシア語の ἀνθολογία (anthologia) に遡る。「花」を意味する ἄνθος (anthos) と 「集めること」を意味する λογία (logia) との複合語で、「花集め」、「花摘み」の意味であった。
日本語では単に選集とされるほか、名詩選（集）、詞華集、詩文選などと訳される。

## 歴史的経緯
元々は、古典ギリシアにおける警句集を指していた。紀元前1世紀、50人の詩人の警句を集めたガダラのメレアグロスのものが最初であるという。紀元後2世紀に、ギリシアの文法家ディオゲニアノスがアンソロジーに当たる 「アントロギア」ἀνθολογία の語を用いた。10世紀になると、コンスタンティノス・ケファラスが紀元前7世紀から紀元後10世紀までの300人の詩人から6,000の短い詩を編んだ。これが、今日に『ギリシア詞華集』 (Greek Anthology) として伝わっているもので、アンソロジーの代名詞的存在であった。近代になると、短い叙事詩を集めたものがアンソロジーとして作成されるようになった。
中国の『唐詩選』など、漢詩の選集もアンソロジーである。日本では和歌が伝統的にアンソロジーとして編まれたジャンルで、近代以降では短編小説や随筆、最近では漫画など詩歌に限らず他の文学作品も対象にされている。異色のものでは、弔辞を編集した弔辞のアンソロジー『弔辞大全』がある。

## 代表的なアンソロジー
- 抒情詩
  - Tottel's Miscellany （1557年、イギリス）
  - Le Parnasse contemporain （1866年、フランス）
- 詩選（漢詩）
  - 唐詩選
  - 懐風藻
  - 文華秀麗集
- 歌選（勅撰）
  - 古今和歌集
  - 後撰和歌集
  - 拾遺和歌集
  - 詞花和歌集
  - 千載和歌集
  - 新古今和歌集
歌集名自体にアンソロジーであることが読み込まれている。
- 歌集（私撰）
  - 万葉集
  - 小倉百人一首
- 連歌
  - 菟玖波集
- 聖典・法典
  - 新約聖書
  - 各種の六法全書